# Fortune Global 500 (2014)
Navigation
Fortune Global 500 (2013) Fortune Global 500 (2015)
Le tableau ci-dessous présente les 25 plus grandes entreprises mondiales (world's largest companies) par le chiffre d'affaires en 2013, selon le classement Fortune Global 500 publié en juillet 2014 par le magazine économique américain Fortune. Les chiffres d'affaires et les bénéfices sont exprimés en millions de dollars américains.

## Classement par entreprise
| Rang | Nom                                         | Siège social  | Pays         | Chiffre d'affaires (millions $) | Bénéfice (millions $) | Employés  | Branche                      | Directeur général (CEO) | Évolution 2013 |
| ---- | ------------------------------------------- | ------------- | ------------ | ------------------------------- | --------------------- | --------- | ---------------------------- | ----------------------- | -------------- |
| 1.   | Wal-Mart                                    | Bentonville   | États-Unis   | 485 651                         | 16 363                | 2 200 000 | Commerce de détail           | Doug McMillon           | (=)            |
| 2.   | Sinopec                                     | Pékin         | Chine        | 446 811                         | 5 177                 | 897 488   | Pétrole                      | Wang Yupu               | (+1)           |
| 3.   | Royal Dutch Shell                           | La Haye       | Pays-Bas     | 431 344                         | 14 874                | 94 000    | Pétrole                      | Ben van Beurden         | (-1)           |
| 4.   | China National Petroleum Corporation        | Pékin         | Chine        | 428 620                         | 16 359                | 1 636 532 | Pétrole                      | Wang Yilin              | (=)            |
| 5.   | ExxonMobil                                  | Irving        | États-Unis   | 382 597                         | 32 520                | 83 700    | Pétrole                      | Rex Tillerson           | (=)            |
| 6.   | BP                                          | Londres       | Royaume-Uni  | 358 678                         | 3 780                 | 84 500    | Pétrole                      | Robert W. Dudley        | (=)            |
| 7.   | State Grid Corporation                      | Pékin         | Chine        | 339 426                         | 9 796                 | 921 964   | Électricité                  | Shu Yinbiao             | (=)            |
| 8.   | Volkswagen                                  | Wolfsbourg    | Allemagne    | 268 566                         | 14 571                | 592 586   | Automobile                   | Martin Winterkorn       | (=)            |
| 9.   | Toyota Motor                                | Toyota        | Japon        | 247 702                         | 19 766                | 344 109   | Automobile                   | Akio Toyoda             | (=)            |
| 10.  | Glencore Xstrata                            | Baar          | Suisse       | 221 073                         | 2 308                 | 106 831   | Négoce en matières premières | Ivan Glasenberg         | (=)            |
| 11.  | Total                                       | Courbevoie    | France       | 212 018                         | 4 244                 | 100 307   | Pétrole                      | Patrick Pouyanné        | (=)            |
| 12.  | Chevron                                     | San Ramon     | États-Unis   | 203 784                         | 19 241                | 64 700    | Pétrole                      | John S. Watson          | (=)            |
| 13.  | Samsung Electronics                         | Séoul         | Corée du Sud | 195 845                         | 21 922                | 307 000   | Électronique                 | Oh-Hyun Kwon            | (=)            |
| 14.  | Berkshire Hathaway                          | Omaha         | États-Unis   | 194 673                         | 19 872                | 316 000   | Finance                      | Warren Buffett          | (=)            |
| 15.  | Apple                                       | Cupertino     | États-Unis   | 182 795                         | 39 510                | 97 200    | Électronique                 | Tim Cook                | (=)            |
| 16.  | McKesson                                    | San Francisco | États-Unis   | 181 241                         | 1 476                 | 70 400    | Pharmacie                    | John Hammergren         | (+13)          |
| 17.  | Daimler AG                                  | Stuttgart     | Allemagne    | 172 279                         | 9 235                 | 279 972   | Automobile                   | Dieter Zetsche          | (+3)           |
| 18.  | Banque industrielle et commerciale de Chine | Pékin         | Chine        | 163 174                         | 44 763                | 462 282   | Banque                       | Yi Huiman               | (+7)           |
| 19.  | EXOR                                        | Turin         | Italie       | 162 163                         | 428                   | 318 562   | Finance                      | John Elkann             | (+5)           |
| 20.  | AXA                                         | Paris         | France       | 161 173                         | 6 664                 | 96 279    | Assurance                    | Henri de Castries       | (-4)           |
| 21.  | General Motors                              | Detroit       | États-Unis   | 155 929                         | 3 949                 | 216 000   | Automobile                   | Mary Barra              | (=)            |
| 22.  | E.ON                                        | Düsseldorf    | Allemagne    | 151 460                         | −4 191                | 58 503    | Énergie                      | Johannes Teyssen        | (-4)           |
| 23.  | Phillips 66                                 | Houston       | États-Unis   | 149 434                         | 4 762                 | 14 000    | Énergie                      | Greg C. Garland         | (-4)           |
| 24.  | General Electric                            | Fairfield     | États-Unis   | 148 321                         | 15 233                | 305 000   | Électricité et finance       | Jeffrey R. Immelt       | (+3)           |
| 25.  | ENI                                         | Rome          | Italie       | 147 175                         | 1 712                 | 84 405    | Pétrole                      | Claudio Descalzi        | (-3)           |

## Classement par pays
| Rang | Pays            | Nombre | %    |
| ---- | --------------- | ------ | ---- |
| 1.   | États-Unis      | 128    | 25,6 |
| 2.   | Chine           | 98     | 19,6 |
| 3.   | Japon           | 54     | 10.8 |
| 4.   | France          | 31     | 6,2  |
| 5.   | Allemagne       | 28     | 5,6  |
| 6.   | Grande-Bretagne | 28     | 5,6  |
| 7.   | Corée du Sud    | 17     | 3,4  |
| 8.   | Pays-Bas        | 13     | 2,6  |
| 9.   | Suisse          | 12     | 2,4  |
| 10.  | Canada          | 11     | 2,2  |
| 11.  | Italie          | 9      | 1,8  |
| 12.  | Espagne         | 8      | 1,6  |
| 13.  | Australie       | 8      | 1,6  |
| 14.  | Inde            | 7      | 1,4  |
| 15.  | Brésil          | 7      | 1,4  |